# Menesia gleneoides
Menesia gleneoides là một loài bọ cánh cứng trong họ Cerambycidae.